# Phú Lợi, Định Quán
Phú Lợi là một xã thuộc huyện Định Quán, tỉnh Đồng Nai, Việt Nam.

## Địa lý
Xã Phú Lợi có vị trí địa lý:
- Phía đông giáp xã Phú Hòa
- Phía tây giáp xã Phú Vinh và thị trấn Định Quán
- Phía nam giáp xã Gia Canh
- Phía bắc giáp xã Phú Tân.

Xã Phú Lợi có diện tích 25,57 km², dân số năm 1999 là 13.657 người, mật độ dân số đạt 534 người/km².

## Hành chính
Xã Phú Lợi được chia thành 5 ấp: 1, 2, 3, 4, 5.

## Lịch sử
Ngày 23 tháng 6 năm 1994, chia xã Phú Hòa thành xã Phú Lợi.